# جایزه پن/فاکنر برای داستان
جایزه پن/فاکنر برای داستان جایزه ۱۵ هزار دلاری خود را از سوی بنیاد فاکنر - که به نام ویلیام فاکنر، نویسنده نوبلیست، نام‌گذاری شده است - به کار بهترین نویسنده سال که تبعه آمریکاست، می‌دهد. چهار نویسنده‌ای هم که به مرحله نهایی این جایزه رسیده‌اند، هر یک ۵۰۰۰ دلار جایزه نقدی دریافت می‌کنند. این جایزه برای اولین بار در سال ۱۹۸۱ اعطا شده است. جایزه «پن فاکنر» که بخشی از جوایز بنیاد پن محسوب می‌شد، در سال ۲۰۱۲ به جولی اتسوکا برای کتاب «بودای زیر شیروانی» داده شده است. دبورا ایزن‌برگ، شرمن الکسی، جوزف اونیل و کریستین سن از برگزیدگان سال‌های پیش این جایزه ادبی آمریکایی هستند.

## برندگان
- ۱۹۸۱ -
- ۱۹۸۲ -
- ۱۹۸۳ -
- ۱۹۸۴ - جان ادگار وایدمن
- ۱۹۸۵ - توبیاس وولف
- ۱۹۸۶ -
- ۱۹۸۷ -
- ۱۹۸۸ -تام کوراگسن بویل
- ۱۹۸۹ -جیمز سالتر
- ۱۹۹۰ - ای. ال. دکتروف[۳]
- ۱۹۹۱ - جان ادگار وایدمن
- ۱۹۹۲ -دان دلیلو
- ۱۹۹۳ - آنی پرولکس
- ۱۹۹۴ - فیلیپ راث
- ۱۹۹۵ -
- ۱۹۹۶ - ریچارد فورد
- ۱۹۹۷ -
- ۱۹۹۸ -
- ۱۹۹۹ -مایکل کانینگهام
- ۲۰۰۰ -ها جین
- ۲۰۰۱ - فیلیپ راث
- ۲۰۰۲ - آن پچت
- ۲۰۰۳ -
- ۲۰۰۴ - جان آپدایک
- ۲۰۰۵ -ها جین
- ۲۰۰۶ -ای. ال. دکتروف
- ۲۰۰۷ - فیلیپ راث
- ۲۰۰۸ - کیت کریستینسن
- ۲۰۰۹ - جوزف اونیل
- ۲۰۱۰ - شرمن الکسی
- ۲۰۱۱ - دبورا آیزنبرگ[۴]
- ۲۰۱۲ - جولی اتسوکا.[۵]
- ۲۰۱۳ - نجامین الر سنز[۶][۷]